# Ghilarovizetes africanus
Ghilarovizetes africanus är en kvalsterart som beskrevs av Sandór Mahunka 1984. Ghilarovizetes africanus ingår i släktet Ghilarovizetes och familjen Ceratozetidae. Inga underarter finns listade i Catalogue of Life.